# Aïn el Guebli
 (avril 2020).
Aïn el Guebli est une source située dans la province d'El Bayadh en Algérie, à 500 km au sud-ouest d'Alger.
Cette source est localisée à 1 229 mètres d'altitude sur un terrain vallonné à l'est et plat à l'ouest, constitué d'un paysage de brousse et peu peuplé d'environ 2 habitants par kilomètre carré.
Le point le plus élevé à proximité est de 1 398 mètres d'altitude à 2,1 km plus à l'est
Le climat est désertique et froid. La température moyenne annuelle dans le secteur est de 20 °C. Le mois le plus chaud est août avec une température moyenne est de 32 °C et le plus froid janvier, avec 8 °C. Les précipitations annuelles moyennes sont de 271 millimètres. Le mois le plus humide est novembre avec 92 mm de précipitations en moyenne et le plus sec juin avec 3 mm de précipitations.
Aïn el Guebli